# Charles-Benoît Fauvre-Labrunerie
Charles-Benoît Fauvre-Labrunerie, né le 17 août 1751 à Issoudunet mort à Constance (Allemagne) le 28 mars 1825, était un homme politique français.

## Biographie

### Administrateur du Cher
Il est le fils de Charles François Fauvre, garde du corps du roi, et de Marine Anne Boucheron de la Brunerie. Fauvre-Labrunerie est entreposeur des tabacs à partir de 1782 et receveur des décimes du diocèse de Bourges.
Il devient partisan des idées révolutionnaires dès 1789.
Le 21 juin 1790, il est élu l'un des premiers administrateurs du département du Cher.
Lié d'amitié avec le député du Berry à la Constituante Heurtault de Lammerville, il suit les idées politiques de ce dernier.
En 1792, le directoire du département envoie une adresse au roi, ce qui entraîne une vive opposition de Fauvre, proche des républicains.

### Le conventionnel montagnard
Le 6 septembre 1792, il est élu député à la Convention nationale pour le Cher, le cinquième sur six, par 164 voix sur 321 votants. Il siège sur les bancs de la Montagne et se prononce ainsi pour la mort de Louis XVI lors de son procès. Pour justifier cette position, il déclare à la tribune de l'assemblée: "Louis est un conspirateur, il doit subir la peine due au crime de conspiration."
Le 9 mars 1793, Fauvre-Labrunerie est envoyé en mission dans le Cher, l'Allier et la Nièvre afin de superviser et d'accélérer le recrutement de l'armée. Il lève ainsi un régiment envoyé combattre les Vendéens à Poitiers et fait arrêter nobles et prêtres réfractaires, suspectés d'"incivisme". Un ecclésiastique contemporain le décrit comme un personnage exalté et vindicatif.
Sa mission accomplie, il rentre à Paris en avril mais ne cesse pas d'encourager les administrateurs du Cher à prendre les mesures les plus rigoureuses pour sauver la patrie. 
Fervent jacobin, il soutient la Terreur mais ne fait plus parler de lui en l'an III.

### Député des Ardennes au Conseil des Anciens
En l'an IV, Fauvre est réélu en tant qu'ex-conventionnel au Conseil des Anciens, cette fois-ci pour le département des Ardennes. Il y occupe même un temps les fonctions de secrétaire.
Éliminé en l'an VI, il est presque aussitôt réélu par 119 voix sur 144 votants, et conserve son siège jusqu'à la fin du Directoire.
Hostile à Bonaparte, il n'adhère pas au pouvoir brumairien et quitte alors totalement la vie politique.

### Retraite et exil
Retiré à Touchay, Fauvre est nommé maire de cette commune par l'empereur en 1805 et il le restera jusqu'en 1815. Toutefois en 1815, au moment des Cent-Jours, son hostilité aux Bourbons lui fait signer l'Acte additionnel.
Ce ralliement à Napoléon et la loi de 1816 contre les régicides le font exiler par le gouvernement de Louis XVIII. Comme de nombreux anciens conventionnels il s'exile en Allemagne à Constance. Très malade il ne sera jamais  autorisé à rentrer en France malgré de nombreuses demandes faites par l'intermédiaire de sa femme et de sa belle-mère. 
Fauvre-Labrunerie meurt en exil le 8 mars 1825 dans sa soixante quatorzième année à Constance en Allemagne où il est enterré au cimetière de la cathédrale. 
Ce décès est néanmoins reporté dans son ancienne ville de résidence française, Touchay le 25 novembre 1825. Ce report explique pourquoi certains biographes ont cru qu'il avait pu revenir en France.

## Source
- Biographie Mémoires de la société historique, litteraire, artistique et scientifique du département du Cher 1903,(p. 145-172)
- « Charles-Benoît Fauvre-Labrunerie », dans Adolphe Robert et Gaston Cougny, Dictionnaire des parlementaires français, Edgar Bourloton, 1889-1891 [détail de l’édition]
- Romain  Gayon, Institutions et notables de Bourges 1788-1795, Bourges, Cercle généalogique du Haut-Berry, 2010.
- Artur Conte Sire ils ont voté la mort, Robert Laffont, 1966